# Saint-Maurice-sur-Dargoire
Saint-Maurice-sur-Dargoire este o comună în departamentul Rhône din sud-estul Franței. În 2009 avea o populație de 2.157 de locuitori.

## Evoluția populației
| An        | 1975  | 1982  | 1990  | 1999  | 2006  | 2009  |
| --------- | ----- | ----- | ----- | ----- | ----- | ----- |
| Populație | 1.296 | 1.560 | 1.916 | 2.100 | 2.166 | 2.157 |